# Hael Yxxs
Hael Yxxs, auch Hael Yggs, (* 5. Juli 1956 in Bautzen, Eigenschreibweise nur groß HAEL YXXS/YGGS) ist Maler, Grafiker, Objekt- und Installationskünstler und außerdem aktiv in Fotografie und digitalen Medien.

## Leben
Hael Yxxs schloss ein Physikstudium an der Moskauer Lomonossow-Universität 1980 mit einem Diplom ab. Seit 1983 ist er freiberuflich künstlerisch in Leipzig tätig. Ab 1990 ist er Mitglied im Bund Bildender Künstler Leipzig. Es folgten Arbeitsaufenthalte in Israel, Südkorea, Schweden, Spanien, Italien, Kanada und den USA.

## Werk

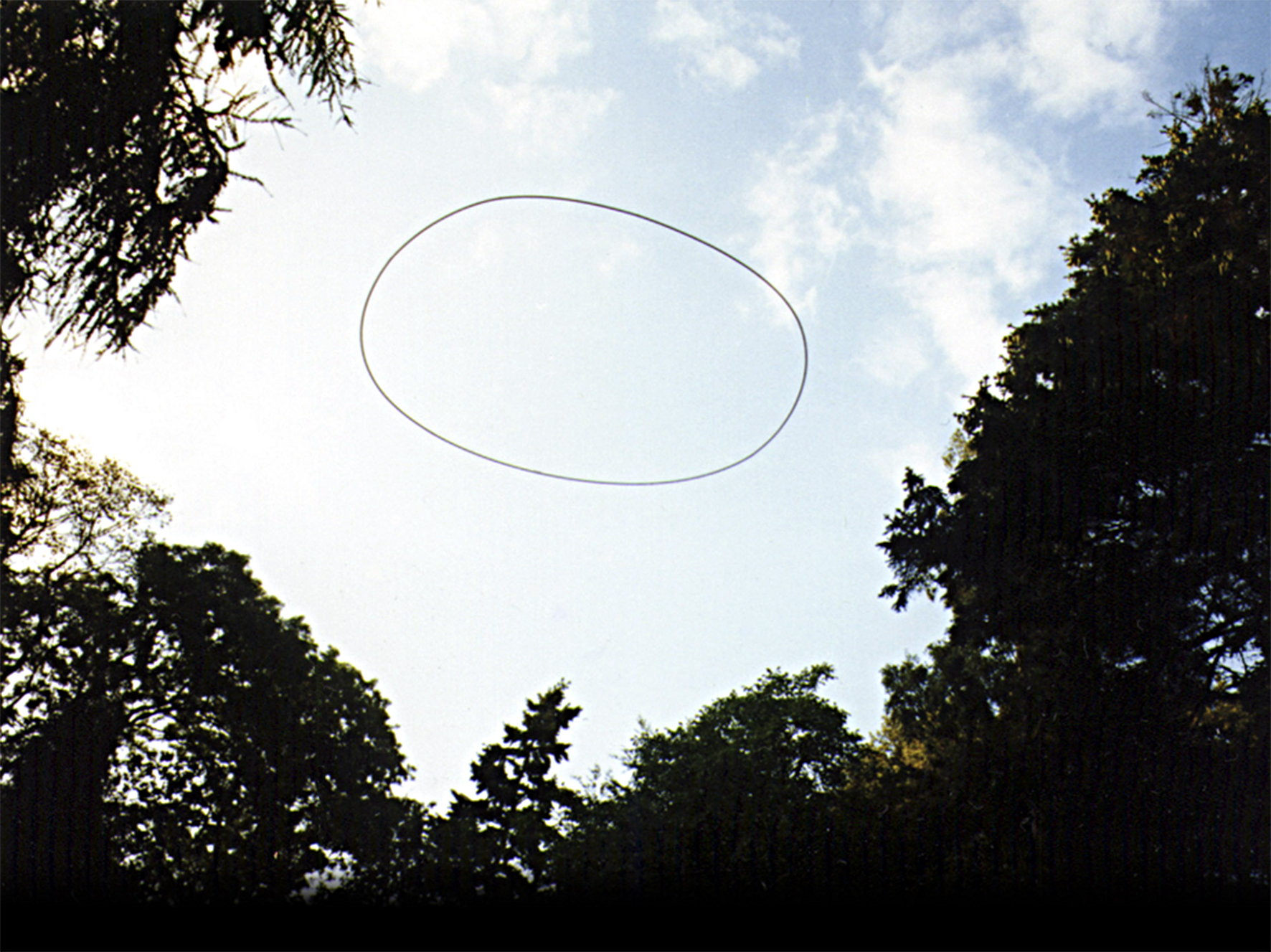
Focus, kinetisches Objekt, 1993

Nach anfänglich narrativen und figürlichen Bildfindungen in Grafik und Malerei folgten zeichenhafte Darstellungen (Normaluhr, Ring und Schatten, Newtonscript). Über den eigenen naturwissenschaftlichen Hintergrund und durch die Zusammenarbeit mit digitalen Künstlern fanden neue Materialien, Medien und Mechanismen Anwendung im Werk von Hael Yxxs, insbesondere bei Objekten, Installationen und Aktionen. Themen sind die Darstellung dessen, was Wissen und Ratio nicht erfassen können, sowie die „fortwährende Produktion von Unwahrscheinlichkeit“. Hael Yxxs setzt sich künstlerisch oft mit der Kreiszahl Pi auseinander.
Arbeiten des Künstlers sind unter anderem im Besitz der Eremitage in Sankt Petersburg, der Albertina in Wien, der Stiftung Kunstfonds des Freistaates Sachsen sowie in privaten Sammlungen in Deutschland, England, der Schweiz, Israel und den USA.

## Einzelausstellungen und Ausstellungsbeteiligungen (Auswahl)
1992

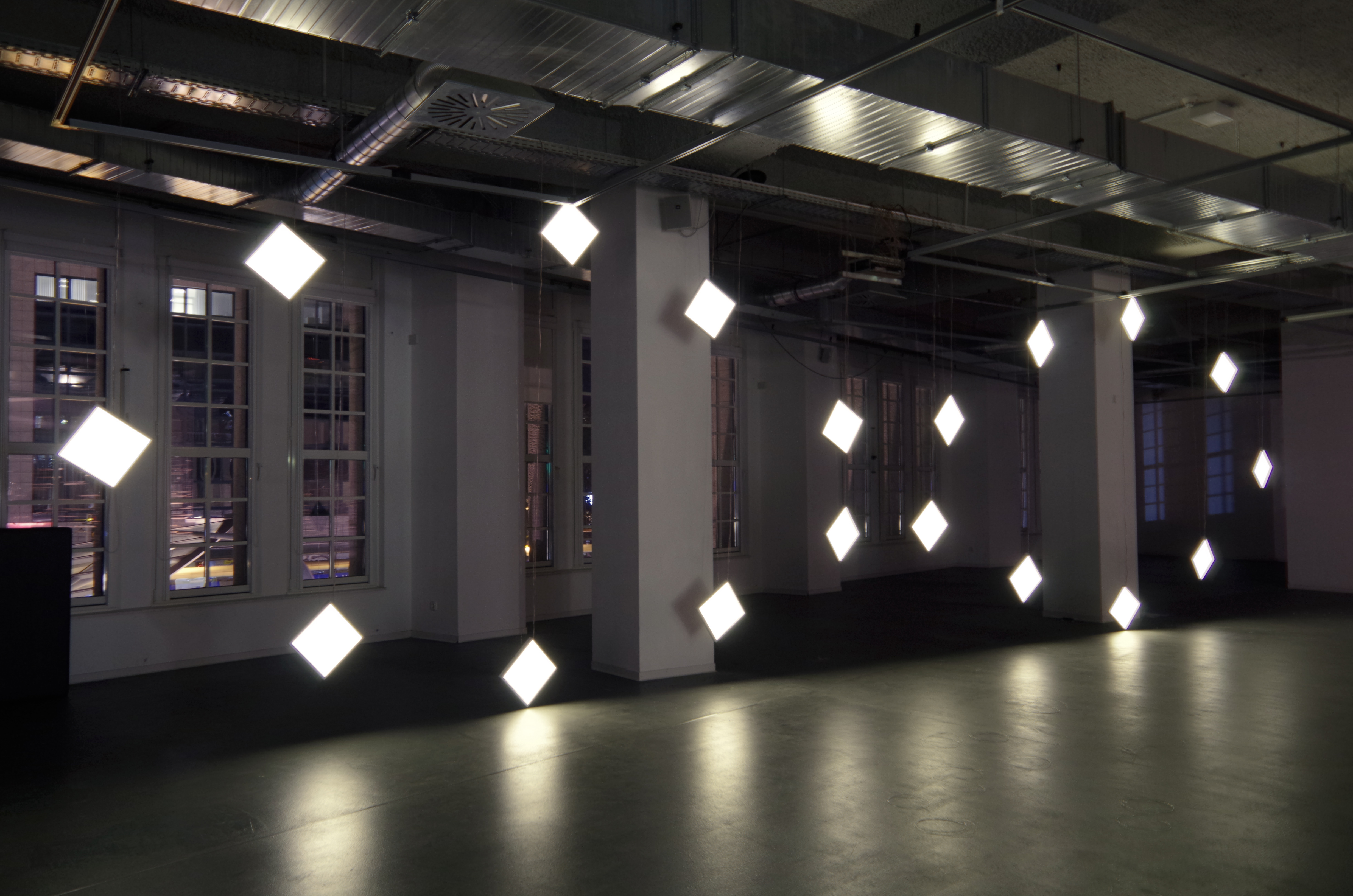
Ecco la fine del mondo, Lichtobjekt, animiert, Neue Sächsische Galerie Chemnitz, 2015

- „Triade – Junge Kunst aus Russland, Frankreich und Deutschland“, Grassimuseum Leipzig[1]

1996
- „Zeiträume – Lebensräume“, Industriemuseum Chemnitz, Katalog
- „Seoul – Dialog – Hamburg, Koreanische und deutsche zeitgenössische Künstler“, Kampnagel Hamburg
- „Eventa 4“, Uppsala, Schweden
- „Azur“, Kunst im öffentlichen Raum im Arbeitsamt Leipzig

1999
- „Seoul – Dialog – Hamburg, Hamburg – Dialog – Seoul“, Total Museum of Contemporary Art, Seoul, Südkorea
- „Table“, realisiertes Projekt Kunst im öffentlichen Raum an der Universität Leipzig

2003
- „126000“, Klanginstallation am Völkerschlachtdenkmal Leipzig

2004
- „Olympische Kunst und Sport“, Preisträgerausstellung, Berlin, München, Frankfurt
- „11. Leipziger Jahresausstellung“, Leipzig[2]

2005
- „Äquinox“, Neue Sächsische Galerie Chemnitz[3]
- „Good Vibrations, Geometrie und Kunst“, Altana-Galerie, TU Dresden[4]

2008
- „Geumgang Nature Art Biennale“, Gongju, Südkorea

2010
- „Hör das Licht! Sieh den Klang!“, Cselley Mühle Oslip, Österreich[5]
- „Die Dinge des Lebens“, Kunsthalle der Sparkasse Leipzig[6]
- „Garten“ Kunstsommer Wiesbaden, Nerotalpark, Wiesbaden[7]

2012
- „Unterwegs“, 19. Leipziger Jahresausstellung, Westwerk Leipzig[8]
- „Nature is breathing“, The 2nd YATOO International Project Nature Art Exhibition, Südkorea und Rumänien

2013
- „Ortsbestimmung. Zeitgenössische Kunst aus Sachsen“, Ausstellung anlässlich des 20-jährigen Jubiläums der Kulturstiftung des Freistaates Sachsen, Publikation: Begleitheft der Kulturstiftung des Freistaates Sachsen

2015
- „Das Wort wird Körper“, Galerie Forum Amalienpark, Berlin
- „Die Zeit drängt“, Neue Sächsische Galerie, Chemnitz

2020
- „Voilà“, 30 Jahre BBKL e.V., Werkschauhalle, Leipziger Baumwollspinnerei
- „De rerum natura - über die Natur der Dinge, Anmerkungen zu Lukrez“, 4D Projektort Leipzig und Forum für Kunst, Heidelberg[9]

2022
- „Lux“, Leipziger Jahresausstellung, Werkschauhalle, Leipziger Baumwollspinnerei[10]
- Geumgang Nature Art Biennale Video Exhibition, Gonju, Südkorea

## Preise
- 1995 Preisträger im Leonardo-da-Vinci-Wettbewerb, IBM Deutschland (mit JVSchmidt)
- 1996 Kunstpreis der IG Metall Chemnitz (1. Preis)
- 2004 Preisträger im IOC-Wettbewerb: „Olympische Kunst und Sport“ (2. Preis)
- 2005 Preisträger (Sonderpreis) beim „Ferchau-Kunstpreis“ (mit JVSchmidt)

## Veröffentlichungen
- Hael Yggs, Geist und Gleichgewicht, Booklet, 1993[11]
- Hael Yggs, Ring und Schatten – eine unvollständige Enzyklopädie, Booklet, 1996[12]
- „Die Macht des Verborgenen“ – Über das Geheimnis in Kunst, Natur und Politik, Verlag Peter Lang Frankfurt am Main, Berlin, Bern, Bruxelles, New York, Oxford, Wien, 2011, ISBN 978-3-631-59672-2
- „Verweile doch ...“ – Über die Erforschung der Zeit, Edition Hamouda, 2015, ISBN 978-3-95817-003-2
- „Das Leben und die Seltsamen Abenteuer des Elmar Schenkel, aus Soest, Professor. Nicht von Ihm Selbst Verfasst. 1. Edition“, Edition Hamouda, 2019, ISBN 978-3-95817-040-7
- „101 Briefe an Friedrich Nietzsche zu seinem 175. Geburtstag“, Edition Hamouda, 2019, ISBN 978-3-95817-045-2